# Jean-François de Troy

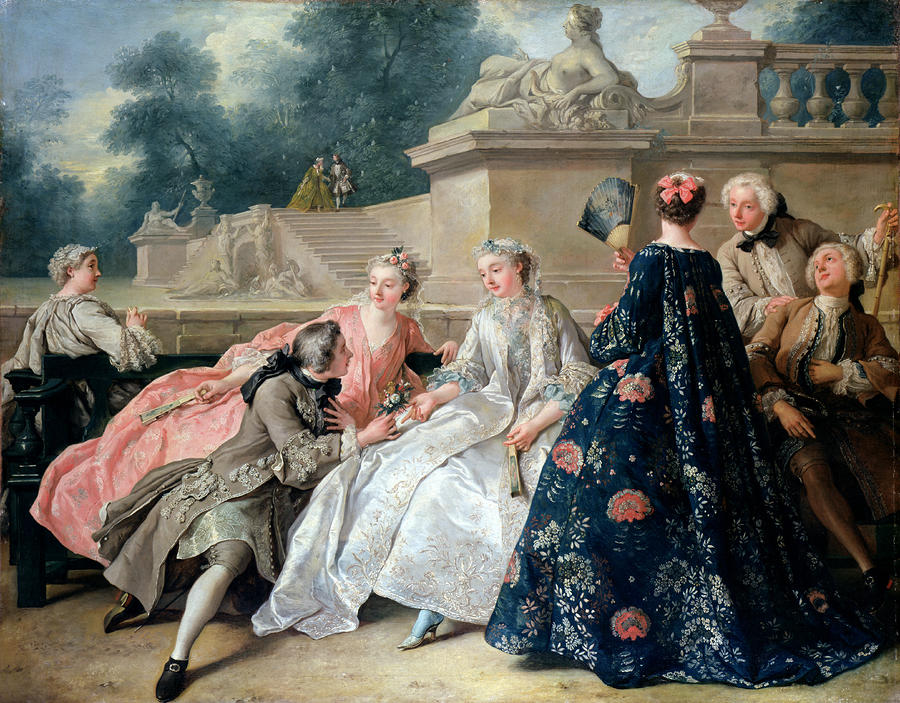
A Declaração de Amor (1735)

Jean François de Troy (27 de janeiro de 1679, Paris — 26 de janeiro de 1752, Roma) foi um pintor do período rococó e desenhista de tapeçarias francês. Ele era membro de uma família de pintores, sendo filho de François de Troy (1645-1730), de quem recebeu as primeiras lições de pintura e sob cujo patrocínio residiu na Itália (1699-1706), principalmente em Roma, mas tendo visitado também muitas cidades do norte daquele país.

## Obras
- Le Christ devant Pilate
- Le Dédain de Mardochée envers Aman
- Le Triomphe de Mardochée
- L'Evanouissement d'Esther
- Un déjeuner de chasse
- Déjeuner d'huîtres
- Repos de Diane
- Diane changeant Actéon en Cerf
- Avant le bal
- Le bienheureux Jérôme Emilien présentant des enfants à la Vierge
- The Reading from Moliere